# مطار تابورا
مطار تابورا (إياتا: TBO، إيكاو: HTTB) هو مطار يقع في غرب وسط تنزانيا ويخدم تابورا. يبعد بـ8 كيلومتر جنوب المدينة. يتم الوصول السطحي من تابورا عبر مدرج المطار تابورة إلى طريق قرية نديمبيلوا، ثم طريق الوصول إلى المطار بطول ثلاثة كيلومترات. بجوار المطار توجد قاعدة تابورا العسكرية 202.

## تاريخ
ع
حسن الشريط الترابي السابق لمطار تابورا وزيد في طوله في عام 1942 خلال الحرب العالمية الثانية. أشرف سلاح الجو الجنوب أفريقي على العمل وبنى حظيرة الطائرات وبرج المراقبة. كانت هناك حاجة إلى المطار محطة ترحيل للإمدادات المحمولة جواً والقوات الموجهة لحملة الصحراء في شمال إفريقيا.

## مرافق
يُستخدم المدرج 08/26 ممرًا إلى مبنى الركاب وحظيرة الطائرات ؛ لا يوجد ممر مساعد منفصل. منطقة حركة الطائرات الحالية لها منطقة توقف للطائرات.
يحتوي المطار على مبنى الركاب، مع مبنى منفصل لإخماد الحرائق. يوجد مكتب مدير المطار في مبنى منفصل. يوجد حظيرة للسيارات ومرآب للسيارات وبرج مراقبة. موقف السيارات له سطح من الحصى. هناك خطط لتمهيد المدرج الرئيسي ومنطقة حركة الطائرات بالإسفلت (البيتومين) وإعادة تسطيح الحصى على المدرج البديل.

## شركات الطيران والوجهات
| شركـات طيـران           | الوجهات                          |
| ----------------------- | -------------------------------- |
| الخطوط الجوية التنزانية | مطار جوليوس نيريري، مطار كيغوما ‏ |

## روابط خارجية
- خريطة الشارع المفتوح - مطار تابورا
- تاريخ الحوادث لـ (TBO) على شبكة سلامة الطيران.